# RecA

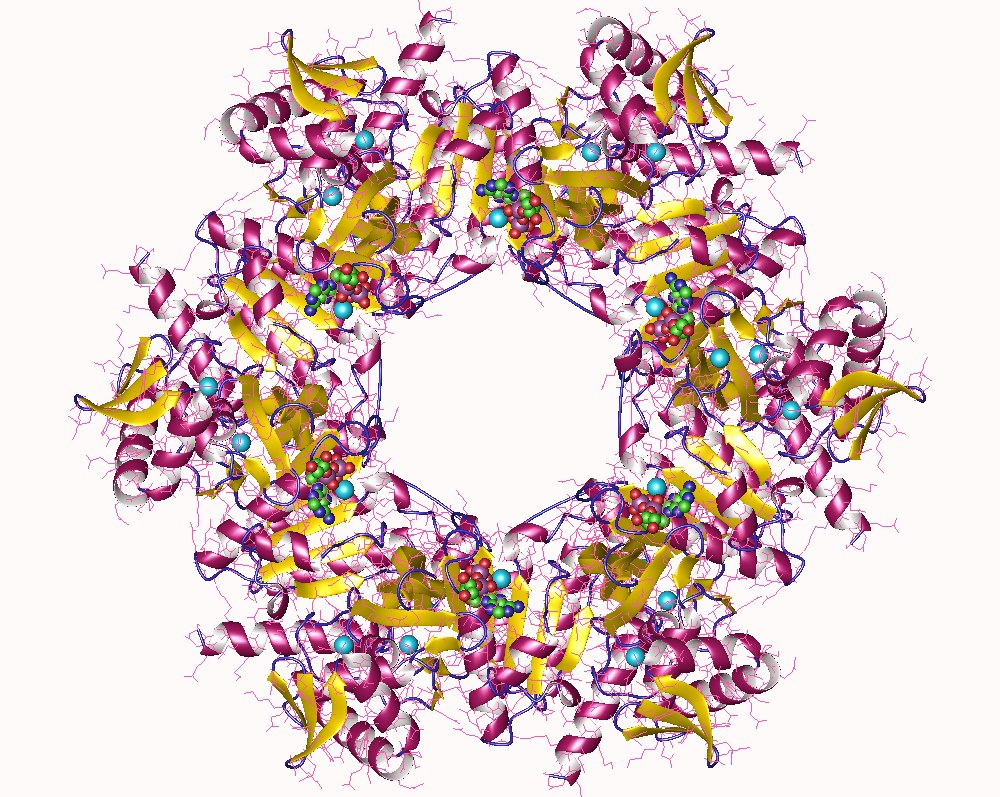
RecA hexamer, E.Coli

'RecA' es una proteína multifuncional implicada en la recombinación homóloga del 'DNA'. RecA envuelve al ADN de cadena sencilla que ha entrado en una célula, protegiéndolo de la degradación por las nucleasas. La RecA recorre todo el DNA celular buscando zonas de similitud de secuencia. RecA es capaz de cortar un fragmento del DNA celular y sustituirlo por el ssDNA (DNA de cadena sencilla al cual está ligada), esto provoca mutaciones en ciertos puntos de la cadena de DNA celular.
La RecA también está implicada en la respuesta SOS de los procariotas.
- Datos: Q24768106